# Cerchio parelico

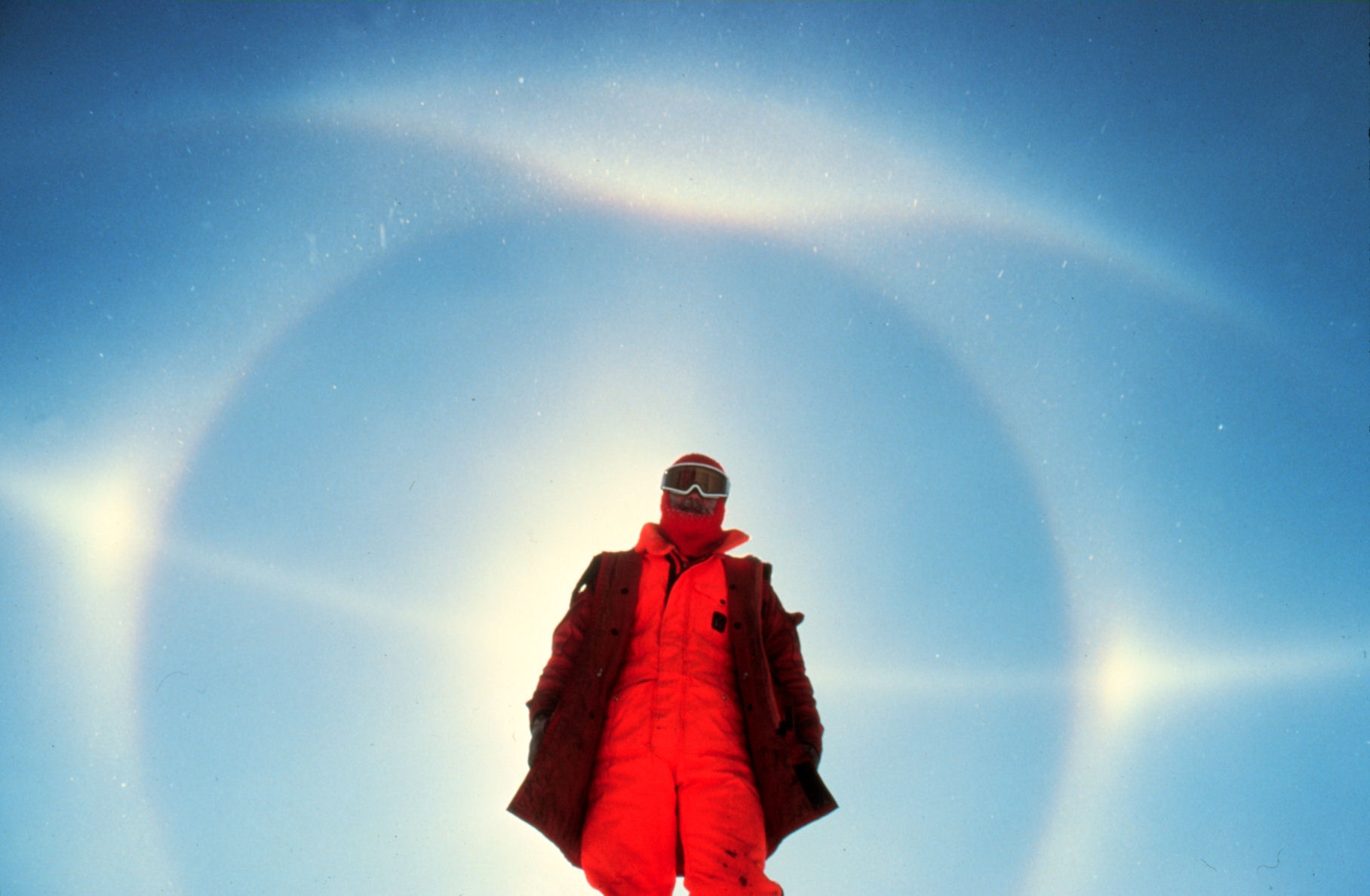
Un alone osservato al Polo Sud. Caratteristiche della foto sono diversi fenomeni distinti: un cerchio parelico (linea orizzontale), un alone di 22° (cerchio) con due cani solari (punti luminosi) e un arco tangente superiore
Foto: Cindy McFee, NOAA, dicembre 1980

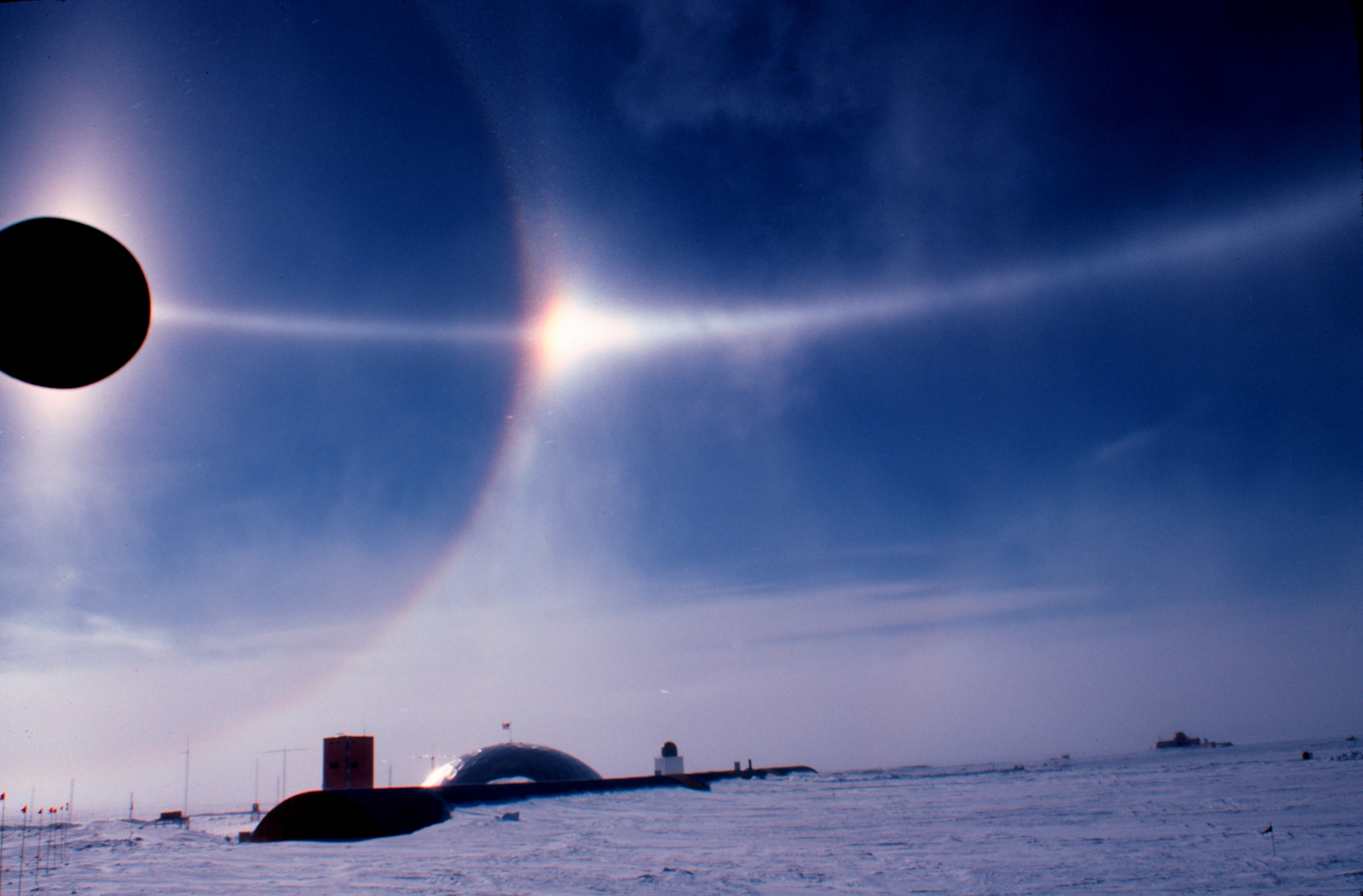
Un cerchio parelico definito (linea orizzontale) sulla Stazione del Polo Sud
Foto: John Bortniak, NOAA, gennaio 1979

Un cerchio parelico è un alone, un fenomeno ottico che appare come una linea orizzontale bianca alla stessa altitudine del Sole, o, raramente, della Luna. Se completo si stende per tutto il cielo anche se, più comunemente, appare solo in sezioni.
Anche le frazioni di cerchi parelici sono meno comuni dei cani solari e alone di 22°. Mentre i cerchi parelici sono generalmente di colore bianco, poiché prodotti da riflessione, possono tuttavia mostrare un tono blu o verde attorno al parelio di 120° ed essere più sul rosso o viola attorno alle frange.
I cerchi parelici si formano quando i raggi di luce solare vengono riflessi da cristalli di ghiaccio esagonali verticali o quasi verticali. La riflessione può essere esterna (senza che la luce attraversi il cristallo), il che contribuisce al cerchio parelico vicino al sole, o interna (una o più riflessioni all'interno del cristallo), il che crea molta parte del cerchio lontano dal sole. Siccome un maggior numero di riflessioni creano una rifrazione asimmetrica, una parte della separazione dei colori avviene lontano dal sole.
I cani solari sono sempre allineati al cerchio parelico (ma non sempre all'alone di 22°).